# James Kirkland
James Thomas Kirkland (nascut el 1952) és un paleontòleg i geòleg estatunidenc. Ha treballat amb restes de dinosaures del sud-est dels Estats Units d'Amèrica i ha sigut el descobridor de nous i importants gèneres. Va anomenar (o va treballar amb altres per anomenar) Animantarx (Carpenter, Kirkland, Burge, i Bird, 1999), Eohadrosaurus (Kirkland, 1997 [nomen nudum]), ara anomenat Eolambia (Kirkland, 1998), Gastonia (Kirkland, 1998), Mymoorapelta (Kirkland and Carpenter, 1994), Nedcolbertia (Kirkland, Britt, Whittle, S. K. Madsen, i Burge, 1998), Utahraptor (Kirkland, Burge, i Gaston, 1993) i Zuniceratops (Wolfe i Kirkland, 1998). Al mateix lloc on va trobar Gastonia i Utahraptor, Kirkland també ha excavat fòssils del terizinosauroïdeu Falcarius.
Juntament amb Diane Carey, ha escrit una novel·la de Star Trek, First Frontier.